# Cá hồng vảy ngang
Cá hồng vảy ngang (Danh pháp khoa học: Lutjanus johnii) là một loài cá biển trong họ cá hồng Lutjanidae phân bố ở Hồng Hải, Ấn Độ, Đông châu Phi,Úc , Indonesia, Philippines, Nhật Bản, Trung Quốc, Việt Nam. Tên địa phương gọi chúng là cá Hồng, cá hường. Tên thường gọi tiếng Anh: Snapper, John's snapper. Tên gọi thị trường Úc: Snapper, Red bream. Tên gọi thị trường Canada: Snapper, John's snapperVivaneau ziebelo, Vivaneau. Tên gọi thị trường Mỹ Snapper, John Snapper, Blackspot Snapper, Plainscaled Snapper, Thailand Snapper, Spotted Scale Seaperch.

## Đặc điểm
Thân hình bầu dục dài, dẹp bên. Viền lưng cong đều, viền bụng thẳng từ cằm đến hậu môn, viền bụng và viền lưng gãy khúc ở phần bắp đuôi. Chiều dài thân bằng 2,5 - 2,7 lần chiều cao thân và bằng 2,5 - 2,6 lần chiều dài đầu. Viền xương nắp mang trước hình răng cưa, hơi lõm ở góc trên.
Mõm dài, nhọn. Miệng rộng, chếch, hàm dưới dài hơn hàm trên. Môi rộng, dày. Hàm trên phía ngoài có 1 hàng răng thưa rất khỏe, phía trong có răng nhỏ, mọc thành đai hẹp, mỗi bên hàm có 1 răng nanh. Hàm dưới không có răng nanh.
Thân phủ vảy lược lớn, xếp thành hàng dọc thân đều đặn. Gốc vây bụng có vảy bẹ nhỏ, Phần tia mềm vây lưng, vây hậu môn và vây đuôi phủ vảy đến nửa vây. Đường bên hoàn toàn, rõ ràng. Vây Ngực dài, rộng. Vây đuôi rộng, viền sau hơi lõm. Thân màu nâu nhạt. Mỗi vảy có 1 chấm đen nhỏ. Phần trước tia vây lưng có 1 vết đen lớn, hình bầu dục. Chiều dài đến chẽ vây đuôi khoảng 100 – 250 mm.